# 甲状頤間距離
甲状頤間距離（こうじょうおとがいかんきょり、英: Thyromental distance、TMD）は、気管挿管の難易度を予測するために一般的に用いられる方法で、首を伸ばした状態で甲状切痕から下顎の先端までを測定する。硬い瘢痕組織があり、TMD < 7.0cmであれば、挿管困難の可能性がある。